# Tamás Kancsal
Tamás Kancsal   (Budapest, 17 de novembre de 1951) és un pentatleta hongarès, ja retirat, que va competir durant la dècada de 1970.
El 1976 va prendre part en els Jocs Olímpics d'Estiu de Montreal, on disputà dues proves del programa de pentatló modern. Junt a Szvetiszláv Sasics i Tibor Maracskó guanyà la medalla de bronze en la competició per equips, mentre en la competició individual fou divuitè.
En el seu palmarès també destaquen quatre medalles en el Campionat del Món de pentatló modern, una d'or i tres de plata entre el 1974 i 1979, així com vuit campionats hongaresos entre el 1973 i 1982.
El 2016 fou guardonat amb el Premi Bay Béla.